# Orchestre philharmonique de Berlin

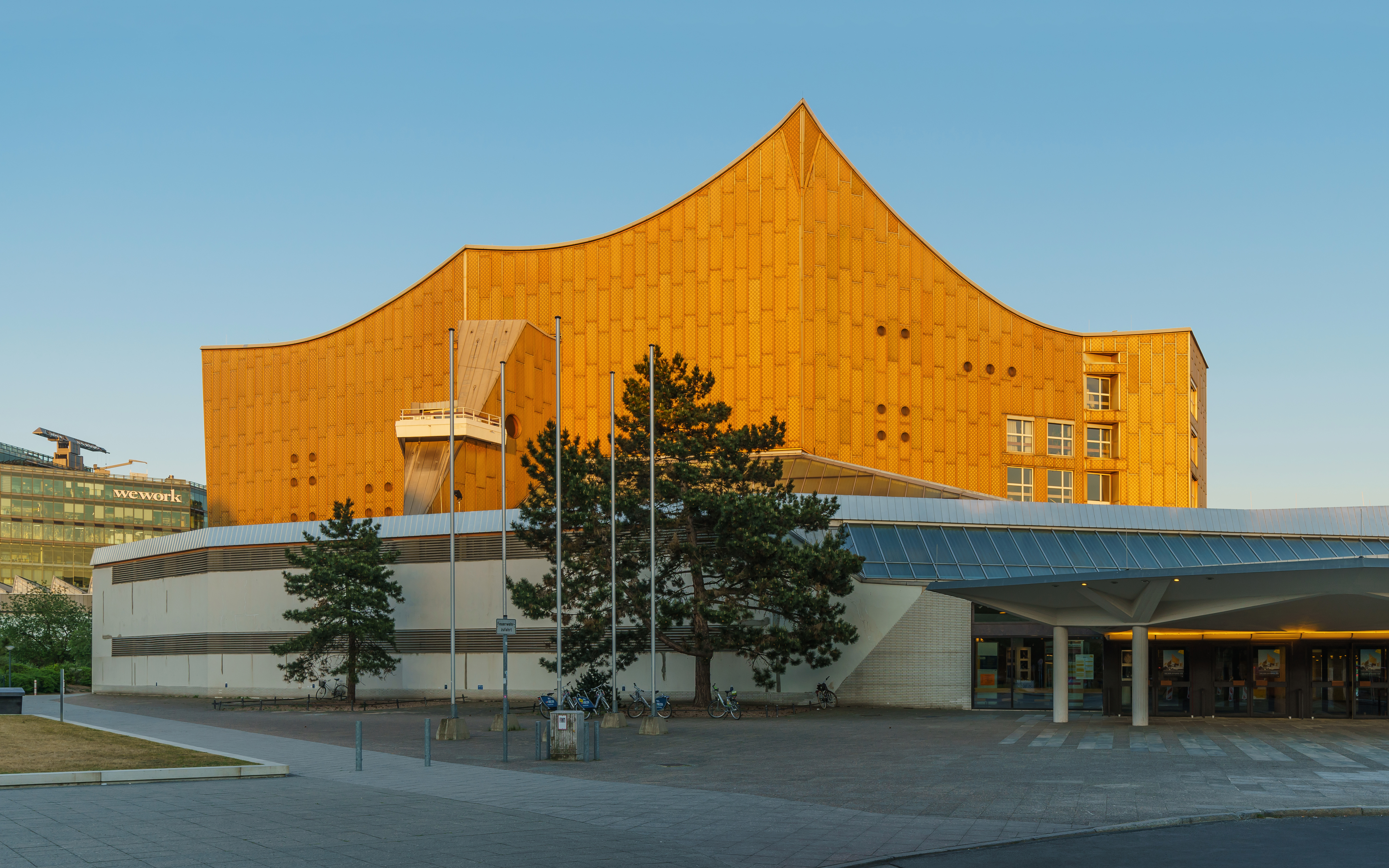
Entrée de la Philharmonie de Berlin, principale salle de concert de l'orchestre.

L'Orchestre philharmonique de Berlin (en allemand : Die Berliner Philharmoniker) est un orchestre symphonique allemand créé en 1882. Il compte parmi les orchestres les plus réputés au monde, autant pour son statut en Allemagne que pour ses productions diffusées dans le monde entier, y compris discographiques. Jouissant d'un prestige reconnu, il accueille parmi les meilleurs musiciens du monde dans son sein (Daishin Kashimoto, Emmanuel Pahud...), et collabore avec des solistes de premier plan. Connu également pour avoir été dirigé par des chefs d'orchestre mythiques (Arthur Nikisch, Wilhelm Furtwängler, Herbert von Karajan, Claudio Abbado...), il est, à l'oreille de la plupart des observateurs, le meilleur représentant du « son germanique ». 
Son nom allemand peut se traduire littéralement par « Les Philharmoniques de Berlin », en allusion à ses musiciens.  
Considéré comme l'un des deux meilleurs orchestres du monde, les débats concernant la première place en font le « rival » de l'Orchestre philharmonique de Vienne. Contrairement à ce dernier, qui n'a pas de chef permanent, mais exclusivement des chefs invités, l'Orchestre philharmonique de Berlin auditionne de nombreux candidats parmi lesquels il élit son chef titulaire, à l'exception notable de Herbert von Karajan, nommé à vie en 1955. 
Son chef principal est, depuis 2019, Kirill Petrenko.

## Histoire
L'orchestre est fondé en 1882 par Joachim Andersen, Ludwig von Brenner et cinquante-deux autres musiciens transfuges de l'orchestre dirigé par Benjamin Bilse. Les premières années sont difficiles et l'orchestre manque plusieurs fois de disparaître. En 1887, Hermann Wolff en devient l'agent et engage le chef d'orchestre Hans von Bülow, qui est considéré par la plupart des musicologues comme le premier chef d'orchestre de métier. Hans von Bülow fut un ami de Liszt, Brahms et Wagner et dirigea la première mondiale de nombreuses œuvres majeures de la seconde moitié du XIXe siècle souvent en présence des compositeurs. Brahms lui dit que ses interprétations correspondaient exactement à ce qu'il avait composé. Dès lors, l'orchestre devient rapidement célèbre. Il est dirigé au cours des années suivantes par nombre de chefs invités prestigieux, parmi lesquels Hans Richter, Felix Weingartner, Richard Strauss, Gustav Mahler, Johannes Brahms et Edvard Grieg.
En 1895, sur le conseil de Liszt, Arthur Nikisch en devient le chef permanent et domine la vie musicale en Allemagne pendant une longue période, faisant de l'orchestre le plus prestigieux au monde. Wilhelm Furtwängler lui succède en 1922. La conjonction entre l'Orchestre philharmonique de Berlin et Wilhelm Furtwängler est très souvent considérée comme le sommet de l'histoire de l'orchestre et même de toute l'histoire de la direction orchestrale. Klaus Geitel raconte dans son histoire de l'Orchestre philharmonique de Berlin :

« L'autorité musicale de Furtwängler, la conscience qu'il avait de son propre charisme, son art expressif parvenu à un niveau extrêmement élevé firent de l'Orchestre philharmonique de Berlin le vicaire terrestre de la musique symphonique occidentale. L'idéalisme allemand y trouva, ainsi, son compte puisqu'il cultivait continuellement une telle préoccupation de grandeur. Les membres du Philharmonique de Berlin semblaient faire plus que de la musique ; ils donnaient l'impression de jouer pour exprimer une conception du monde, la Weltanschauung des philosophes. »

Pendant cette période, l'orchestre réalisa de nombreux enregistrements parmi les plus importants du XXe siècle souvent considérés comme inégalés par une partie de la critique, comme le Concerto pour violon no 2 de Bartók avec Yehudi Menuhin (en 1953), les symphonies no 5 (1943), no 7 (1943) et no 9 (1942) de Beethoven, la 4e Symphonie et le Concerto pour piano no 2 de Brahms avec Edwin Fischer (les deux en 1942), la 9e Symphonie de Bruckner (en 1944), la 9e Symphonie de Schubert (en 1942), la 4e Symphonie de Robert Schumann (en 1953), les Métamorphoses de Strauss (en 1947), la 6e Symphonie (« Pathétique ») de Tchaïkovski (en 1938), etc. La portée symbolique de ces enregistrements était telle que les Soviétiques s'en emparèrent en 1945 comme « réparation de guerre » avec des originaux de la Grèce antique, des œuvres de la Renaissance italienne, des tableaux impressionnistes français. Ces enregistrements ne seront rendus officiellement par l'Union soviétique qu'à la fin des années 1980. L'orchestre continue de se produire durant la Seconde Guerre mondiale et, après la fin des hostilités, est dirigé durant trois mois par Leo Borchard. À la suite de sa disparition brutale en août 1945, Sergiu Celibidache le remplace. De retour d'exil, Furtwängler revient diriger l'ensemble en 1947, en codirection avec Celibidache jusqu'en 1952, puis comme premier chef, jusqu'à son décès en 1954.
Son successeur est le charismatique Herbert von Karajan, nommé chef à vie en 1955, et qui restera à la tête de l'orchestre durant trente-quatre ans. Durant cette période, l'orchestre effectue de nombreux enregistrements et tournées et acquiert une renommée médiatique considérable. En 1963, il s'installe à la Philharmonie de Berlin, conçue pour lui par l'architecte Hans Scharoun. Le grand auditorium est considéré comme un modèle de perfection acoustique. Karajan quitte son poste quelques mois seulement avant sa mort en 1989. Claudio Abbado prend ensuite la direction de l'orchestre et ouvre plus largement les programmes, qui privilégiaient jusqu’alors les œuvres classiques et romantiques, à la création contemporaine.
Au XXIe siècle, le poste de directeur musical de l'Orchestre philharmonique de Berlin continue de bénéficier d'un grand prestige dans le domaine de la musique classique. De 2002 à 2018, Sir Simon Rattle, un chef d'orchestre britannique, est à la tête de l'ensemble. Sous sa direction, l'orchestre n'est plus dépendant d'une quelconque tutelle gouvernementale mais d'une fondation. En 2015, les musiciens de l'orchestre officialisent la nomination du chef russo-autrichien Kirill Petrenko qui entre en fonction en 2019.

## Membres notables
- Daishin Kashimoto, violoniste
- Emmanuel Pahud, flûtiste
- Sarah Willis, corniste
- Stefan Dohr, corniste
- Albrecht Mayer, hauboïste

## Direction musicale
- Hans von Bülow (1887-1895)
- Arthur Nikisch (1895-1922)
- Wilhelm Furtwängler (1922-1945)
- Leo Borchard (1945)
- Sergiu Celibidache (1945-1952)
- Wilhelm Furtwängler (1952-1954)
- Herbert von Karajan (1954-1989)
- Claudio Abbado (1989-2002)
- Sir Simon Rattle (2002-2018)
- Kirill Petrenko (depuis 2019)

## Divers
Un documentaire, Trip to Asia - Die Suche nach dem Einklang, a été tourné par le réalisateur Thomas Grube sur la vie de l'orchestre au cours d'une tournée en Asie.
Depuis octobre 2008, un portail internet payant, le « Digital Concert Hall », permet d'écouter et visionner en direct des concerts de l'orchestre, et également des concerts d'archives, notamment depuis l'été 2014 certains concerts de Herbert von Karajan.

## Ressources

### Médias
| Dietrich Fischer-Dieskau Berliner Philharmoniker (dir. Rudolf Kempe) (1955) Kindertotenlieder (Gustav Mahler) |
| I. Nun will die Sonn' so hell aufgehn                                                                         |
| |
| II. Nun seh' ich wohl, warum so dunkle Flammen                                                                |
| |
| III. Wenn dein Mütterlein                                                                                     |
| |
| IV. Oft denk' ich, sie sind nur ausgegangen                                                                   |
| |
| V. In diesem Wetter, in diesem Braus                                                                          |
| |